# Philoponella divisa
Philoponella divisa är en spindelart som beskrevs av Brent D. Opell 1979. Philoponella divisa ingår i släktet Philoponella och familjen krusnätsspindlar.
Artens utbredningsområde är Colombia. Inga underarter finns listade i Catalogue of Life.